# 정일남
정일남(鄭ㅡ南, 1935년- )은 대한민국의 시인이다. 1935년 7월 22일 강원도 삼척에서 태어나 관동대학교 상학과에 입학해 2년 재학 후 중퇴, 대한석탄공사 장성광업소에서 20년을 근무했다. 1970년 <강원일보> 신춘문예에 참가한 시가 대상을 받으면서 등단했다.

## 학력
- 삼척공업고등학교 광산과를 졸업.
- 관동대학교 상학과 2년 중퇴함.
- 대한석탄공사 장성광업소 20년 근무.

## 등단경력
- 1970 강원일보신춘문예 시 당선.
- 1973 조선일보신춘문예 시조 당선.
- 1980 <현대문학> 시 추천완료.

## 수상
- 2007년 한국시인정신상
- 2009년 천강문학상
- 2013년 톨스토이문학상
- 2016년 최인희문학상
- 2019년

## 시집
- <어느 갱 속에서>(1985) 혜진서관.
- <들풀의 저항>(1991) 명상.
- <기차가 해변으로 간다>(1997) 신원문화사.
- <야윈 손이 낙엽을 줍네>(2002) 맷돌.
- <추일 풍경>(2004) 해가. 유배지로 가는 길>(2005) 오감도.
- <꿈의 노래>(2009) 시선사.
- <훈장>(2012) 시와에세이.
- <봄들에서>(2015) 푸른사상.
- <감옥의 시간>(2017) 시와에세이사.
- 시조집 <유배지>(2015) 시선사.
- 산문집 <변방문학과 일몰의 풍경>(2013) 시선사.

등이 있다.

## 문학활동
1974 춘천에서 창간된 <표현시> 동인으로 참가. 박민수, 최돈선, 임동윤, 윤용선, 전태규 등과 동인활동. 1975 대구서 창간된 <脈>동인으로 참가. 박남훈, 박곤걸, 남재만, 이한호, 장승재, 추창영 등과 활동. 1980 <凝視>동인에 참가. 김송배, 김석, 김연식, 박문재, 상희구, 송상욱, 염산국, 윤석호, 이건선, 이승필, 이명희, 이무원, 이옥희, 조인자, 주원규, 채수영, 윤석산, 황도제 등과 활동. 1960 <東藝)문학회를 삼척에서 창립 김영준 박종철 이윤자 등과 동인활동으로 문예지 3집까지 냄. 1970 <두타문학> 동인으로 활동. 한국시인협회 회원. 한국문인협회 회원으로 활동.

## 시의 경향
정일남은 한국의 광부 시인 1호다. 20년 간 광산 생활에서 터득한 체험으로 독특한 시를 썼다. 작위적이거나 현학적이지 않고 요란한 치장이 없으며 노역생활에서 밥의 소중함을 인식하고 삶에 대해 쓸쓸하면서도 순연한 시를 썼다. 모호한 시를 거부하고 생활과 밀착한 시로 독자에게 다가간다.
맹문재 교수는 <정일남은 우리나라 광부 시인 1호다. 시인의 사랑은 석탄을 캐본 사람으로서 밥그릇이 따뜻하면 그게 사랑이라 했다. 염장이 아버지와 불치병으로 간 아내. 시인의 노래는 현학적이거나 작위적이지 않다. 바람이 들어 부풀어 오르는 유명세를 경계하고 시들은 고요하고 투명해서 새벽녘의 도랑물소리처럼 독자의 마음을 흔든다.>라고 했으며, 황정산 평론가는 ‘슬픔까지 가난한’에서 <어쩌면 정일남 시인은 이 근원적인 결핍을 끝없이 부정하고 헛된 희망으로 채우려는 자이기도 하다. 그 무모한 시도가 우리를 반성하게 만들고 우리가 사는 세상을 바꾸는 미약한 힘이 된다.>라고 평했다. 